# Surma (woreda)
Pour les articles homonymes, voir Surma.
Surma (transcrit Surma, ou parfois Surima) est un woreda de la zone Mirab Omo de la région Éthiopie du Sud-Ouest.
Ce district a 24 598 habitants en 2007.
Limitrophe du Soudan du Sud et de la région Gambela, il est entouré dans la zone Mirab Omo par Bero et Maji.
Il est pour l'essentiel dans le bassin versant de l'Omo et côtoie le parc national de l'Omo. Seul l'ouest du district rejoint le bassin versant du Nil Blanc.[réf. souhaitée]
Kibish, également appelée Kibishi ou Kebusho, se trouve à la limite orientale du district, environ 120 km au sud de Mizan Aman à vol d'oiseau,, et compte 914 habitants en 2007.
Comme toute la zone Mirab Omo, le district fait partie de la région des nations, nationalités et peuples du Sud jusqu'à la création de la région Éthiopie du Sud-Ouest en 2021.
En 2022, sa population est estimée à 33 264 personnes avec une densité de population de sept personnes par km2 et 4 685 km2 de superficie.